# Anton Heinstadt
Anton Heinstadt (* 17. Oktober 1886 in Oppershofen; † 12. Mai 1970 in Friedberg) war ein hessischer Politiker (Zentrum, CDU) und ehemaliger Abgeordneter des Landtags des Volksstaates Hessen in der Weimarer Republik.

## Familie
Anton Heinstadt war der Sohn des Zuchthausaufsehers Anton Heinstadt und dessen Frau Magdalena, geborene Embach. Er war römisch-katholisch und mit seiner Frau Adelaide, geborene Cretius, verheiratet.

## Ausbildung und Beruf
Anton Heinstadt besuchte nach dem Schulabschluss das Priesterseminar Mainz und studierte ab 1907 Philosophie an der Universität Gießen. 1912 bis 1914 schloss sich das Referendariat in Gießen und Butzbach an, bevor er als Assessor in Worms und Bensheim und später als Studienrat in Bensheim und Butzbach als Lehrer arbeitete.
Nach dem Krieg wurde er 1946 Oberregierungs- und Schulrat im hessischen Kultusministerium und ab 1950 Leiter des Landgraf-Ludwig-Gymnasiums in Friedberg. Von 1958 bis 1970 leitete er das Stadtarchiv Friedberg.
Er war Mitglied der katholischen Studentenverbindungen VKDSt Hasso-Rhenania Gießen (seit 1908) und VKDSt Hasso-Rhenania Mainz, beide im CV.

## Politik
Anton Heinstadt war Mitglied des Zentrums und für dieses von 1924 bis 1933 vier Wahlperioden lang Mitglied des hessischen Landtags. Mit der Machtergreifung der Nationalsozialisten verlor er sein Landtagsmandat und konnte nicht weiter politisch tätig sein. 1934 bis 1945 lehrte er an der Augustinerschule Friedberg. 
Nach dem Zweiten Weltkrieg wurde er in Friedberg Mitbegründer der CDU. Vom 24. April 1945 bis März 1946 war er von der amerikanischen Besatzungsmacht eingesetzter Bürgermeister in Friedberg. Bei den hessischen Kommunalwahlen 1946 wurde er in die Stadtverordnetenversammlung von Friedberg gewählt, der er bis 1964 angehörte (ab 1952 als Stadtverordnetenvorsteher).

## Ehrungen
Der Anton-Heinstadt-Weg in Friedberg ist nach ihm benannt.